# Ulf Gunnehed
Ulf Walter Gunnehed, född 23 maj 1957 i Borås Caroli församling i Älvsborgs län, är en svensk militär.
Gunnehed tog officersexamen 1979 och blev fänrik samma år. Han kom att tjänstgöra vid Livregementets husarer och befordrades till major där 1988. Han befordrades till överstelöjtnant 1995 och tjänstgjorde vid den tiden i Arméledningen i Högkvarteret. I slutet av 1990-talet arbetade han på Försvarshögskolan och blev 1999 överstelöjtnant med särskild tjänsteställning.
Han var chef för Husarbataljonen vid Livregementets husarer 1999–2001 och från november 2001 till juni 2002 bataljonschef för Kosovo KS05.
Efter befordran till överste var han 2003–2004 chef för Insatsledningsavdelningen, G3, i Armétaktiska kommandot i Operativa insatsledningen i Högkvarteret. Åren 2005–2009 var han chef för Livregementets husarer, varpå han blev han stabschef vid den tysk ledda staben RC North ur ISAF i Mazar-e Sharif i Afghanistan. Han var chef över det svenska samverkanskontoret till USCENTCOM i Tampa, Florida, USA 2011–2012.[källa behövs] Han var försvarsattaché vid ambassaden i Berlin från och med den 1 september 2012 till sommaren 2015.
Gunnehed var från 1998 adjutant hos Hans Majestät Konungen och är sedan den 1 september 2015 hovstallmästare.

## Utmärkelser
- H. M. Konungens medalj i guld av 12:e storleken i Serafimerordens band (Kon:sGM12mserafb, 2022) för förtjänstfulla insatser inom svenskt akademiväsen[13]
- Kommendör av Isländska falkorden (7 september 2004)[14]
- 3:e klass / Kommendör av Italienska republikens förtjänstorden (24 mars 2009)[15]